# Furculomyces westraliensis
Furculomyces westraliensis är en svampart som beskrevs av M.C. Williams & Lichtw. 1992. Furculomyces westraliensis ingår i släktet Furculomyces och familjen Legeriomycetaceae.   Inga underarter finns listade i Catalogue of Life.